# Нико Беллик
Ни́ко Бе́ллик (англ. Niko Bellic, серб. Нико Белић; род. 1978 год) — главный герой компьютерной игры Grand Theft Auto IV.
Родом из Юго-Восточной Европы; является ветераном Югославской войны. Он узнаёт от своего двоюродного брата Романа, что тот успешно живёт в Либерти-Сити. Желая оторваться от своего мрачного прошлого, Нико отправляется туда же в поисках «американской мечты» и человека, предавшего его во время войны. По прибытии выясняется, что брат лгал, и Нико был ему необходим, чтобы справиться с многочисленными проблемами.

## Биография
Национальность Нико никогда не упоминается в самой игре, хотя он говорит на сербохорватском языке как на родном, и известно, что он родом с Балкан. Данный факт предполагает, что он из Югославии.
Его отец был алкоголиком, который постоянно оскорблял его мать и старшего брата. Мать Нико — Милица, отличающаяся материнской заботой, очень сожалела, что её сыновья вынуждены переносить тяготы югославских войн. Старший брат Нико был убит во время военных действий, в которых также участвовал и Нико. За время войны Нико видит многочисленные зверства и ужасы войны, включая убийство и нанесение увечий 50 детям, которые приводят его к циничному взгляду на жизнь, постоянным сожалениям, депрессии, эмоциональной и социальной изолированности.
В определённый момент войны армейский отряд из пятнадцати молодых людей, включая Нико, из его деревни был заманен в засаду врагом. Нико чудом избегает смерти в засаде, и несколько недель спустя понимает, что отряд был предан одним из его солдат. Нико возвращается к яме, где были похоронены его друзья и идентифицирует каждый из трупов. В итоге он приходит к выводу — спаслись только трое: Дарко Бревич, Флориан Кравич и сам Беллик. Нико поклялся найти предателя и отомстить ему.
Нико обладает определёнными навыками, которые были приобретены им во время его раннего армейского обучения, такими как рукопашный бой, навыки стрельбы.
По окончании войны Нико испытал трудности в поиске работы и возвращению к нормальной жизни. Последующие 10 лет Нико примыкает к сербским преступным группировкам, одновременно пытаясь найти предателей. Нико в конечном счёте обнаружил, что Флориан Кравич, один из двух оставшихся в живых из военного отряда, также проживает в Либерти-Сити. Позднее он на короткий срок был заключен в тюрьму. После того, как он был освобожден, Нико вовлекается в контрабанду людей, которой управляет русский преступник Рэй Булгарин. Во время одной такой контрабанды в Италию в Адриатическом море, судно с людьми тонет, но Нико удаётся спастись. Булгарин обвиняет Нико, что тот сбежал с судна с его деньгами, и хотя Нико опровергает все обвинения, Булгарин не верит ему. Чтобы избежать мести Булгарина, Нико садится на судно «Platypus», идущее в Либерти-Сити. На протяжении нескольких месяцев пути по Атлантическому океану, Нико работает одним из членов экипажа корабля.
Прибыв в Либерти-Сити Нико понимает, что Роман все это время врал — всё, чего он достиг, — это свой собственный небольшой таксопарк в Брокере, скромная квартирка и подружка по имени Мэллори Бардас.
Нико знакомится с окружением Романа. Заводит дружбу с торговцем оружием и наркотиками Малышом Джейкобом. По мере того, как Нико помогает своему двоюродному брату, он узнаёт, что рэкетир Влад Глебов пристаёт к Мэллори за спиной Романа. Пытаясь решить эту проблему, Нико преследует Глебова и убивает в доках, сбрасывая труп в реку. Романом сразу же овладевает паранойя, и он оказывается прав: кузенов быстро находит русская мафия в лице Михаила Фаустина и Димитрия Раскалова. В силу своего характера, Нико находит общий язык с похитителями и начинает на них работать. Однако, спустя некоторое время Димитрий просит убить сошедшего с ума Михаила, что Нико и делает.
После этого, на встрече, организованной Димитрием, Нико выясняет, что Раскалов работает на Рэя Булгарина, человека, который был нанимателем героя на родине и обвинил его в краже денег. Джейкоб, узнавший о встрече, помогает Беллику выбраться живым, хотя Раскалову и Булгарину удаётся бежать, после чего они поджигают квартиру Романа и его таксопарк. Герои переезжают в Бохан, где знакомятся с Патриком МакРири и его братом Фрэнсисом. Нико активно участвует в деятельности братьев МакРири и становится своим среди них, а позже знакомится с влиятельным человеком Рэем Боччино, который помогает ему найти человека, которому Нико собирался отомстить.
В конечном итоге, Нико должен решить, стоит ли ему совершить Месть над Димитрием Раскаловым, в чём Нико поддерживает Кейт МакРири, или следует заключить с Раскаловым Сделку, на что его уговаривает Роман.
Во время игры показано, что взгляды Нико на американскую культуру разнятся — с одной стороны Нико в замешательстве, с другой — испытывает сильное отвращение. Необузданный материализм раздражает его, также ему неприятна чрезмерная увлеченность Романа американской культурой.

## Прототип Беллика
C момента разработки игры существовало предположение, что прототипом Нико мог стать сербский киллер Саша из фильма «В тылу врага», роль которого сыграл Владимир Машков. На данное предположение наводил тот факт, что на первых промоматериалах игры GTA IV, Нико не только внешне похож на Сашу, но и одет в схожую одежду, включая перчатки на руках, которые отсутствуют в финальном релизе игры.
Наконец в эфире программы «Познер» от 26 сентября 2010 года, где гостем программы был Владимир Машков, отвечая на вопрос про игру Владимир подтвердил информацию о том, что главного героя GTA IV создали по образу его героя из фильма «В тылу врага». Комментируя слухи о его отказе в озвучивании Нико Беллика с формулировкой, что это «не мой уровень» Машков сказал:

Нет, таких слов в моем лексиконе, «не мой уровень», не было никогда в жизни. Мне, прям, сейчас аж стыдно. Дело в том, что это была странная такая, полуаферистическая вещь. Я очень рад, что эта игра собрала за месяц полмиллиарда долларов — это идет разговор о GTA IV. То есть это самая продаваемая игра в мире. И они использовали мой образ из картины Джона Мура под названием «В тылу врага». Вот, им понравилось такое. Я очень старался, собирал по кусочкам этот бомжеватый вид. И мне не сказали тогда, что это такое. Может быть, я озвучил бы. Не знаю. Ну, это интересно, часть профессии, но не особенно меня это увлекает. <…> Я даже не знал, что это, я не принял это всерьез.

## Критика и отзывы
Нико был хорошо принят критиками. GameDaily включил его в список 25 лучших антигероев видео-игр, заявив, что его золотое сердце прячется за его грубой внешностью. В другой статье, они приводят Беллика как пример «страшного иностранца» в качестве одного из 25 архетипов персонажей компьютерных игр, из-за его внешности «европейского бандита». Они также используют его как пример «стереотипной ходьбы».
Кроме того, Нико Беллик получил 13 место в списке пятидесяти лучших персонажей компьютерных игр по версии книги рекордов Гиннесса.